# Кумашов, Владимир Алексеевич
Владимир Алексеевич Кумашов (28 октября 1950, Лесосибирск, Красноярский край — 18 июля 2018, Мурманск) — российский художник, работавший в таких жанрах, как портрет, пейзаж и тематическая картина. Участник областных, региональных, республиканских, всесоюзных, всероссийских и международных выставок. Главная тема творчества — жизнь города.

## Биография
Кумашов Владимир Алексеевич родился 28 октября 1950 в городе Лесосибирск Красноярского края. В 1970 окончил Минское государственное художественное училище им. А.К. Глебова. С 1974 жил и работал в Мурманске. С 1975 являлся участником областных художественных выставок. Являлся членом Союза художников России, также был членом Международной ассоциации изобразительных искусств (АИАТ ЮНЕСКО). Скончался 18 июля 2018 года в Мурманске. Прощание состоится в субботу, 21 июля, в 14 часов в ритуальном зале областного морга.

## Работы художника находятся
- В собрании Мурманского областного художественного музея
- В собрании музея в г. Йокмокк (Швеция)
- В художественной галерее г. Киото (Япония)
- В галерее университета г. Джексонвилла (США)
- В частных коллекциях: России, США, Дании, Швеции, Норвегии, Финляндии, Голландии, Японии

## Звания и награды
- 1996 — лауреат премии администрации Мурманской области за достижения в области профессионального мастерства
- 2000 — грамота комитета по культуре и искусству администрации Мурманской обл. за многолетний и плодотворный путь
- Диплом Российской академии художеств
- Благодарность Министра культуры РФ
- Член Союза художников России (с 1989 года)
- Член Международной ассоциации изобразительных искусств (АИАТ ЮНЕСКО)

## Персональные выставки
- 1996 — Персональная выставка, посвященная 80-летию Мурманска (Мурманск, Россия)
- 1997 — Персональная выставка (Осло, Норвегия)
- 1998 — Персональная выставка «Немного Голландии». Галерея «Ключ» (Мурманск, Россия)
- 1998 — Персональная выставка «Природа и мы». Областной худ. музей (Мурманск, Россия)
- 2000 — Персональная выставка, посвященная 50-летию. Областной худ. музей (Мурманск, Россия)
- 2005 — Персональная выставка. Музей Мусоргского (Псковская обл., Россия)
- 2005 — Персональная выставка «С днем рождения, Мурманск!». Выставочный зал АСТЭС (Мурманск, Россия)
- 2006 — Персональная выставка. Музей Мусоргского (Псковская обл., Россия)
- 2006 — Персональная выставка «Город и горожане» (Мурманск, Россия)
- 2008 — Персональная выставка «Мурманск-815» (Североморск, Россия)
- 2008 — Персональная выставка «Зеленый шум». Музей Мусоргского (Псковская обл., Россия)
- 2009 — Персональная выставка. Музей Мусоргского (Псковская обл., Россия)
- 2010 — Персональная выставка к 60-летию со дня рождения (Мурманск, Североморск; Россия)

## Групповые выставки
- 1974 — Всесоюзная выставка «Голубые дороги Родины» (Москва, Россия)
- 1983 — «Голубые просторы России» (Москва, Россия)
- 1984 — «Советский север-6» (Новгород, Россия)
- 1985 — «Советская Россия» (Москва, Россия)
- 1987 — «Молодость России» (Москва, Россия)
- 1987 — "Всесоюзная выставка «Акварель» (Москва, Россия)
- 1989 — Выставка мурманских художников в Норвегии (Киркенес, Норвегия)
- 1989 — Групповая выставка (Лулео, Швеция)
- 1989 — «Советский север-7» (Мурманск, Россия)
- 1991 — Выставка мурманских художников в США (Джексонвил)
- 1991 — Выставка мурманских художников в Швеции (Лулео, Швеция)
- 1992 — Групповая выставка в Швеции (Каликс, Швеция)
- 1993 — Групповая выставка в Швеции (Елливаре, Швеция)
- 1994 — Групповая выставка в Голландии (Гронинген, Голландия)
- 1995 — Персональная выставка о поездке в норвежский город Тромсё (Мурманск, Россия)
- 1995 — Выставка мурманских художников в Дании (300 лет флоту)
- 1997 — Выставка мурманских художников в Минске
- 1998 — «Российский Север-8» (Вятка, Россия)
- 1999 — «Россия-99» (Москва, Россия)
- 1999 — Групповая выставка (Гронинген, Голландия)
- 2000 — "Современная пейзажная живопись «Зеленый шум» (Плёс, Россия)
- 2001 — Республиканская выставка «Имени твоему» (Москва, Россия)
- 2003 — Групповая выставка (Бубенцов, Шаковец, Кумашов) (Мурманск, Россия)
- 2003 — «Российский север-9» (Вологда, Россия)
- 2004 — «Россия» (Москва, Россия)
- 2005 — «60 лет победы» международная выставка (Москва, Россия)
- 2005 — «Выставка мурманских художников» (Вологда, Россия)
- 2006 — Академическая выставка (Мурманск, Петрозаводск, Санкт-Петербург)
- 2008 — Международная выставка акварели «Аквабиенале» (Петрозаводск, Россия)
- 2008 — Региональная выставка (Новгород, Россия)
- 2008 — Передвижная выставка по городам Мурманской области
- 2009 — «Россия-11» (Москва, Россия)

## Публикации о творчестве
- 1976 — Каталог персональной выставки (Мурманск)
- 1998 — Литературный альманах «Мурманский берег» (Мурманск)
- 2001 — Книга «Север России-21 век» — художники северных, сибирских, дальневосточных регионов; книга первая (Москва)
- 2005 — Книга «Художники Мурмана» 1965—2005 (Мурманск)
- 2005 — «Художники Заполярья» каталог художественной выставки (Вологда)
- 2005 — «Российский Север» каталог региональной выставки (Вологда)
- 2006 — «Город и горожане» каталог персональной художественной выставки, Мурманск
- 2006 — «Город и горожане» к 90-летию города-героя Мурманска; каталог художественной выставки
- 2006 — «Искусство Кольского Севера» учебно-наглядное пособие (Мурманск)
- 2008 — «Российский Север» каталог региональной выставки (Новгород)
- 2008 — «Здесь мой причал» поэтический фотоальбом (Мурманск)
- Газетные публикации (2000—2010): «Полярная правда»; «Мурманский Вестник»; «Вечерний Мурманск»; «Комсомольская правда»; «Стерх» (Великие Луки); «РИО Североморск»; «Североморские вести»
- «Десять метров над Мурманском» (Статья заслуженного художника России Н. Н. Ковалёва)
- 2014 — Фотоальбом «Арктика глазами художников Мурмана» (Издательство «Дроздов-на-Мурмане», Мурманск, 2014)